# Marshall Masters
Ne doit pas être confondu avec Marc Acardipane.
Marshall Masters, né à Los Angeles, est un journaliste et essayiste américain sur l'ufologie, les théories du complot, la science et les pseudosciences en général avec l'astronomie en particulier ainsi que le survivalisme.

## Théories
Dans un de ses livres il appuie l'existence de la dixième planète X Nibiru dans le système solaire. 

## Œuvres
- The Kolbrin Bible,Your Own World Books, 2006  (ISBN 978-1-59772-005-2)
- Egyptian Texts of the Bronzebook: The First Six Books of The Kolbrin Bible, Your Own World Books, 2006  (ISBN 978-1-59772-025-0)
- Celtic Texts of the Coelbook: The Last Five Books of The Kolbrin Bible, Your Own World Books, 2006  (ISBN 978-1-59772-030-4)
- Indigo-E. T. Connection: The Future of Indigo Children Beyond 2012 and Planet X, Your Own World Books, 2004  (ISBN 978-0-9755177-2-7)
- Godschild Covenant: Return of Nibiru (Planet X - 2012), Your Own World Books, 2003  (ISBN 978-0-9725895-0-5)

Coauteur
- Avec Jacco van der Worp, Planet X Forecast and 2012 Survival Guide, Your Own World Books, 2007  (ISBN 978-1-59772-075-5)

Contributions
- Laurie, Burns Hennicker, When They Invite You to Dinner - Eat First, 2004, Your Own World Books  (ISBN 978-0-9755177-8-9)
- Write Your Ebook or Other Short Book - Fast!, Your Own World Books, 2005  (ISBN 978-1-59772-020-5)